# Johann Zacharias Platner

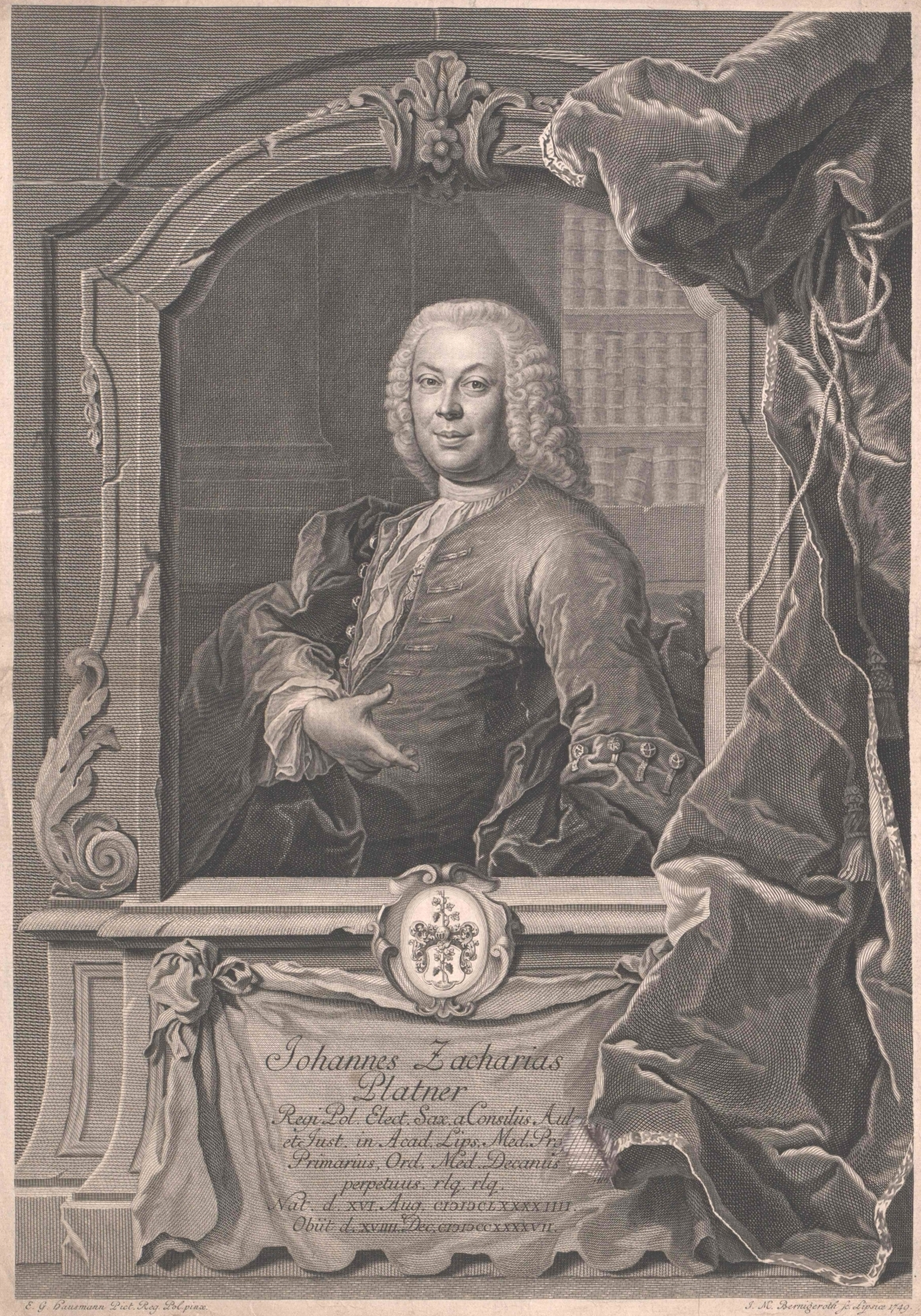
Johann Zacharias Platner, Stich von Johann Martin Bernigeroth (1749)

Johann Zacharias Platner (* 16. August 1694 in Chemnitz; † 19. Dezember 1747 in Leipzig) war ein deutscher Mediziner.

## Leben

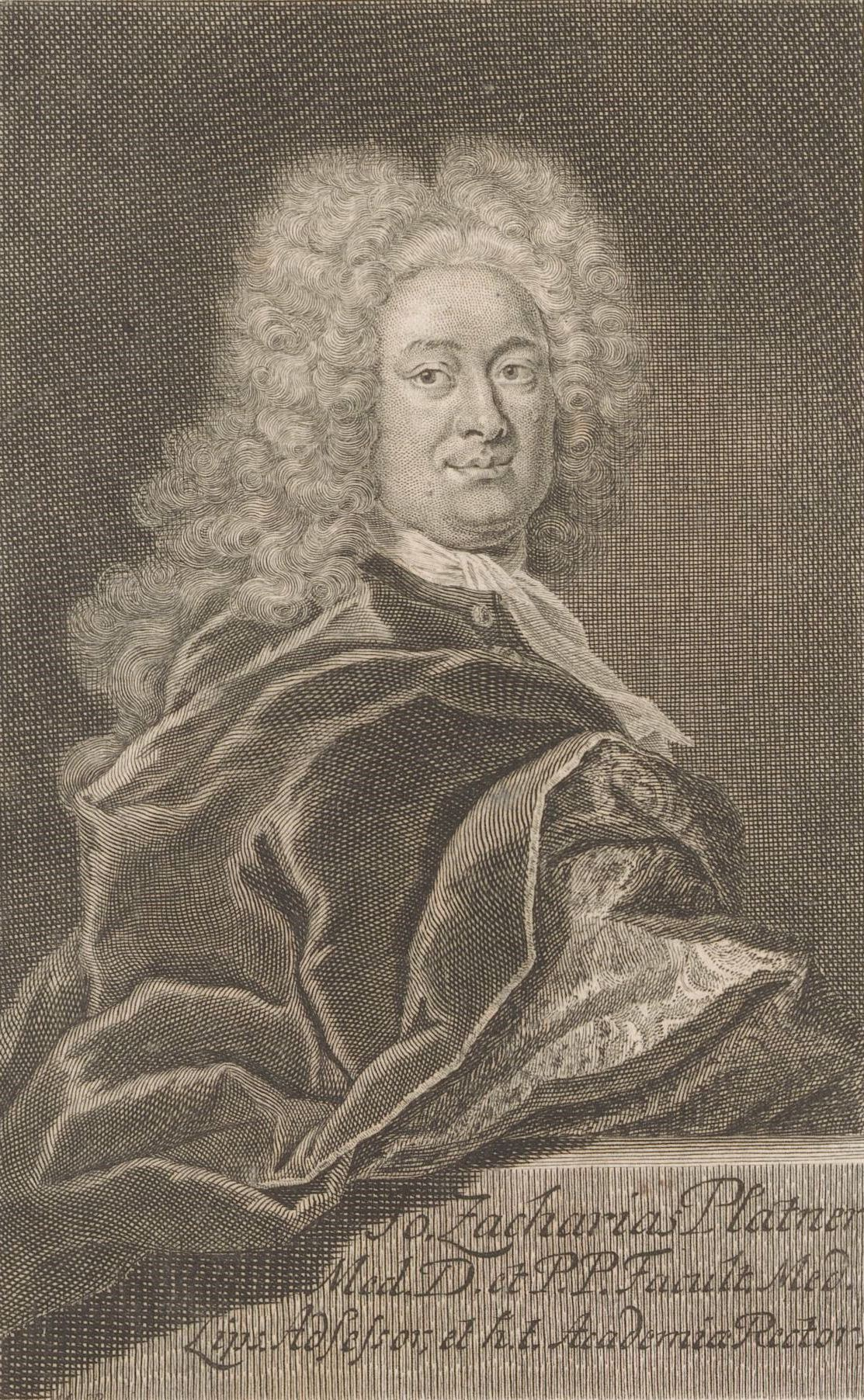
Johann Zacharias Platner

Der Sohn des Chemnitzer Kaufmanns und Bürgermeisters Zacharias Platner (* 13. Dezember 1658 in Chemnitz; † 29. November 1729 ebenda) und dessen Frau Anna Magdalena Schnorr von Carolsfeld (* 24. September 1674 in Chemnitz; † 22. November 1731 in Chemnitz) sollte anfänglich den Beruf des Vaters ergreifen. Er besuchte ab 1704 die Stadtschule seiner Heimatstadt und bezog 1712 die Universität  Leipzig. Hier wollte er sich den medizinischen Wissenschaften widmen. Nach den universitären Sitten jener Zeit absolvierte er anfänglich ein Studium der Philosophie. Nebenher besuchte er die Vorlesungen von Augustus Quirinus Rivinus und anderen medizinischen Dozenten.
Er wechselte 1715 an die Universität Halle, um die damals bekannten Vorträge Georg Ernst Stahls zu hören. Hier lernte er Christian Thomasius kennen und promovierte am 25. September 1716 zum Doktor der Medizin. Zurückgekehrt nach Leipzig, erwarb er im Februar 1717 den akademischen Grad eines Magisters der Philosophie. Im Anschluss unternahm er eine wissenschaftliche Reise, die ihn durch Deutschland, an die Universität Paris und an die Universität Leiden führte.
In Leiden war er ein Schüler von Herman Boerhaave und Bernhard Friedrich Albinus und in Paris von John Thomas Woolhouse, bei dem er sich vor allem mit der Augenheilkunde beschäftigte. Über Chemnitz gelangte er 1720 wieder nach Leipzig, wo er sich niederließ und dort 1721 außerordentlicher Professor der Anatomie und Chirurgie, 1724 ordentlicher Professor der Physiologie, 1734 ordentlicher Professor für Anatomie und Chirurgie, 1737 Professor der Pathologie und 1747 Professor der Therapie wurde.
Mit der letzten Berufung war er auch Medizinalrat am Hof des Kurfürsten geworden. Jedoch verweilte er nicht lange in dieser Position, da er noch im selben Jahr starb. Sein Nachfolger wurde sein Schüler Justus Gottfried Güntz. Platner hatte sich auch an den organisatorischen Aufgaben der Leipziger Hochschule beteiligt, war Dekan der medizinischen Fakultät gewesen und war im Wintersemester 1727 Rektor der Alma Mater.

## Familie
Platner hatte sich am 12. April 1724 in Leipzig mit Christiane Sophie (* 2. August 1703 in Leipzig; † 12. Februar 1790 ebenda), der ältesten Tochter des Leipziger Rechtsprofessors Christoph Schreiter (* 19. April 1662 in Wurzen; † 21. September 1720) und dessen Frau Sophia Christiane Möbius (* 2. Juli 1677 in Leipzig; † 30. August 1737 ebenda) verheiratet. Von den Kindern kennt man:
- Rahel Platner (~ 6. April 1727 in Leipzig)
- Zacharias Platner I (~ 6. April 1629 in Leipzig)
- Friedrich Platner (1730–1770)
- Zacharias Platner II (~ 14. August 1732 in Leipzig)
- Christina Platner (~ 11. September 1733 in Leipzig)
- Lebrecht Platner (~ 11. September 1735 in Leipzig)
- Sybilla Platner (1736–1788) verh. mit Ernst Wilhelm Faber auf Stetteritz,
- Augustinus Platner (~ 22. März 1732 in Leipzig)
- Christina Platner (* 1740) verh. 1763 mit Christian Felix Weiße (1726–1804)
- Christoph Platner (~ 23. September 1742 in Leipzig)
- Ernst Platner (1744–1818), Mediziner

## Schriften
- Prolusio XVIII qua, medicos de insanis et furiosis audiendos esse, ostendit. 1740.
- De iis, qvi ex tvbercvlis Gibberosi fivnt. Langenhem, Leipzig 1744. (Digitalisat)
- Gründliche Einleitung in die Chirurgie oder kurze Anweisung, alle Krankheiten, so denen Chirurgis vorkommen, theils mit innerlichen und äußerlichen Medikamenten, theils durch Operationen zu kuriren. 2 Bände. Fritsch, Leipzig 1748. (Digitalisat Band 1), (Band 2)
- Panegyrin indicit et de curatione infirmorum articulorum per stillicidium disserit. Leipzig 1746. (Digitalisat)
- Einleitung in die Wundarztney. 1786. (Digitalisat Band 1), (Band 2)
- Sectionem publicam cadaveris masculini et demonstrationes chirurgicas […] in theatro anatomico oriendas. 1734.
- Institutiones Chirurgiae rationalis tum medicae tum Manualis in usum discentium […]. B. C, Fritsch, Leipzig 1745, 1758, 1761, 1783, deutsch in 2 Bänden 1749 und 1786, in holländisch in 2 Bänden 1764 und 1765 (Online).
- Ars medendi, singulis morbis accommodata. 1765 (Online).